# 孝心
孝心（こうしん、生没年不詳）は、高麗の農民一揆の指導者。
12世紀後半の高麗では、武臣による独裁のために政治は混乱し、農民も重税などで苦しんでいた。このような社会の有様に孝心は不満を持ち、1194年に朝鮮半島南東部の慶州において農民と共に挙兵し、反乱を起こしたのである。この反乱に便乗して金沙弥という農民も反乱を起こしたため、孝心は彼と手を結んで一時期は政府軍を圧倒したが、翌年に政府軍の送り出した鎮圧軍によって捕縛された。その後の孝心の行方は定かではないが、恐らく殺されたものと言われている。
だが、孝心の後も政府に対する農民一揆は立て続けに勃発し、高麗衰退の遠因にまでつながったのである。